# Arnold Badjou
Arnold Badjou (Laeken, 1909. június 25. – 1994. szeptember 17.) belga válogatott labdarúgókapus.
A belga válogatott tagjaként részt vett az 1930-as, az 1934-es és az 1938-as világbajnokságon.

## Sikerei, díjai
Daring Bruxelles
- Belga bajnok (2): 1936, 1937
- Belga kupagyőztes (1): 1935

## Külső hivatkozások
- Arnold Badjou a FIFA.com honlapján Archiválva 2015. február 5-i dátummal a Wayback Machine-ben